# Accident d'un Dornier 228 d'Everest Air au Népal
Le 31 juillet 1993, un Dornier 228 turbopropulseur de passagers exploité par la compagnie aérienne népalaise Everest Air s'est écrasé dans le district de Tanahun, près de la colline de Chule Ghopte, au Népal. Les 19 passagers et membres d'équipage qui se trouvaient à bord ont été tués.

## Aéronef
L'avion en question était un Dornier 228 portant l'immatriculation 9N-ACL. Il avait été construit par Dornier Flugzeugwerke en 1984 et avait été exploité par plusieurs compagnies aériennes allemandes, puis dans les îles Marshall, avant d'être acheté par Everest Air en 1992.

## Accident
L'avion effectuait un vol entre l'aéroport international de Tribhuvan à Katmandou et l'aéroport de Bharatpur. Il y avait seize passagers, deux pilotes et une hôtesse de l'air à bord. Après le décollage à 14:29 heure locale (10:29 UTC), le contact a été normal jusqu'à 14:45. Après cette heure, le contact a été perdu. L'avion s'est écrasé à 14h51. L'épave a été retrouvée sur la colline de Chule Ghopte.

## Passagers et équipage
L'avion était piloté par un commandant de bord népalais et un copilote indien. Un autre pilote de Nepal Airlines a supposé que le copilote ne connaissait pas le relief montagneux du Népal. La plupart des passagers népalais étaient des employés du ministère de la Santé qui se rendaient dans les régions touchées par les inondations de 1993 au Népal.
| Nationalité | Morts     | Morts        | Total |
| ----------- | --------- | ------------ | ----- |
| Nationalité | Passagers | Equipage     | Total |
| Népal       | 14        | 2            | 16    |
| Inde        | -         | 1 (copilote) | 1     |
| Japon       | 1         | -            | 1     |
| Hongrie     | 1         | -            | 1     |
| Total       | 16        | 3            | 19    |

## Enquête
Le gouvernement népalais a mis en place une commission d'enquête quelques jours après l'accident. On suppose que la défaillance du radiophare non directionnel de l'aéroport de Bharatpur est à l'origine de l'accident. Le dispositif ne fonctionnait pas en raison des fortes inondations survenues récemment dans la région.